# Borislav Ćorković
Borislav "Reba" Ćorković (in serbo Борислав Ћорковић?; Dvor na Uni, 9 gennaio 1933 – Belgrado, 25 gennaio 2006) è stato un cestista e allenatore di pallacanestro jugoslavo.

## Palmarès

### Allenatore
- YUBA liga: 2

Partizan Belgrado: 1975-76, 1980-81